# جيريمي كيلي
جيريمي كيلي (بالإنجليزية: Jeremy Kelly)‏ (21 أكتوبر 1997 - ) هو لاعب كرة قدم أمريكي في مركز الوسط.

## وصلات خارجية
- جيريمي كيلي على موقع الدوري الأمريكي (الإنجليزية)
- جيريمي كيلي على موقع قاعدة بيانات كرة القدم.إي يو (الإنجليزية)
- جيريمي كيلي على موقع Soccerbase.com (لاعب) (الإنجليزية)
- جيريمي كيلي على موقع Soccerway.com (الإنجليزية)